# Алба (Ботошань)
Алба (рум. Alba) — село у повіті Ботошані в Румунії. Входить до складу комуни Худешть.
Село розташоване на відстані 414 км на північ від Бухареста, 47 км на північ від Ботошань, 139 км на північний захід від Ясс.

## Населення
За даними перепису населення 2002 року у селі проживали 1548 осіб, усі — румуни. Усі жителі села рідною мовою назвали румунську.